# Xenobatrachus tumulus
Xenobatrachus tumulus és una espècie terrestre de granota. És una espècie que està adaptada per viure sota terra i a la superfície.
Aquesta espècie es pot trobar en dues localitzacions diferents de Papua Nova Guinea. Una és al poble de Mambimap situat a la serralada Adelbert dins de la província de Madang. La segona localització és a les muntanyes Bewani que es troben a la província de Sandaun. Xenobatrachus tumulus és una espècie comuna en aquestes localitzacions.